# You've Got Another Thing Comin'
«You've Got Another Thing Comin'» es una canción de la banda británica de heavy metal Judas Priest, incluida como la octava pista del álbum Screaming for Vengeance de 1982. En agosto del mismo año se lanzó como el primer sencillo del disco a través de Columbia Records. Fue escrita por Rob Halford, K.K. Downing y Glenn Tipton, cuyas letras tratan sobre un hombre que toma la iniciativa de tener una vida con emoción. El título de la canción es una manera de decir que el destino te tiene preparado otra cosa y que la debes tomar.
Tras su publicación se convirtió en una de sus canciones más interpretadas en los conciertos en vivo y además la más exitosa en las listas musicales ya que entró en el puesto 66 en los UK Singles Chart del Reino Unido, en el cuarto puesto en los Mainstream Rock Tracks y el lugar 67 en la lista Billboard Hot 100, ambas de los Estados Unidos.
Cabe mencionar que en mayo de 2006 fue incluida en el quinto puesto de la lista 40 grandes canciones del metal, realizada por la cadena de televisión VH1.

## Vídeo musical
Para promocionarlo en 1982 se grabó un vídeo musical, el que fue dirigido por Julien Temple y que se acortó de los 5:10 minutos a tan solo 4:18. En él se muestra a la banda tocando en un escenario en una fábrica situada en un muelle. Se puede ver a un hombre que da vueltas por la fábrica y ve a la banda tocar desde una escalera. Cuando Halford se acerca al hombre le apunta y mueve los brazos y cuando grita comin ho yeah en el tiempo 3:46, la cabeza del hombre explota y se le caen los pantalones. 

## Versiones y otras apariciones
Al igual que varias de sus otras canciones, ha sido versionada por otras bandas como Saxon, Pat Boone, Sum 41 y FireHouse, entre otras. También ha aparecido en los videojuegos Prey, Grand Theft Auto: Vice City, Rock Band, Guitar Hero, NHL 2 y en Major League Baseball 2K9. A su vez en la película Bad Teacher y en un episodio de la serie Californication.

## Lista de canciones
| N.º | Título                                               | Escritor(es)             | Duración |  |
| 1.  | «You've Got Another Thing Comin'»                    | Halford, Downing, Tipton | 5:10     |  |
| 2.  | «Exciter» (en vivo, tomado de Unleashed in the East) | Halford, Tipton          | 5:38     |  |

## Músicos
- Rob Halford: voz
- K.K. Downing: guitarra eléctrica
- Glenn Tipton: guitarra eléctrica
- Ian Hill: bajo
- Dave Holland: batería